# Cinelerra

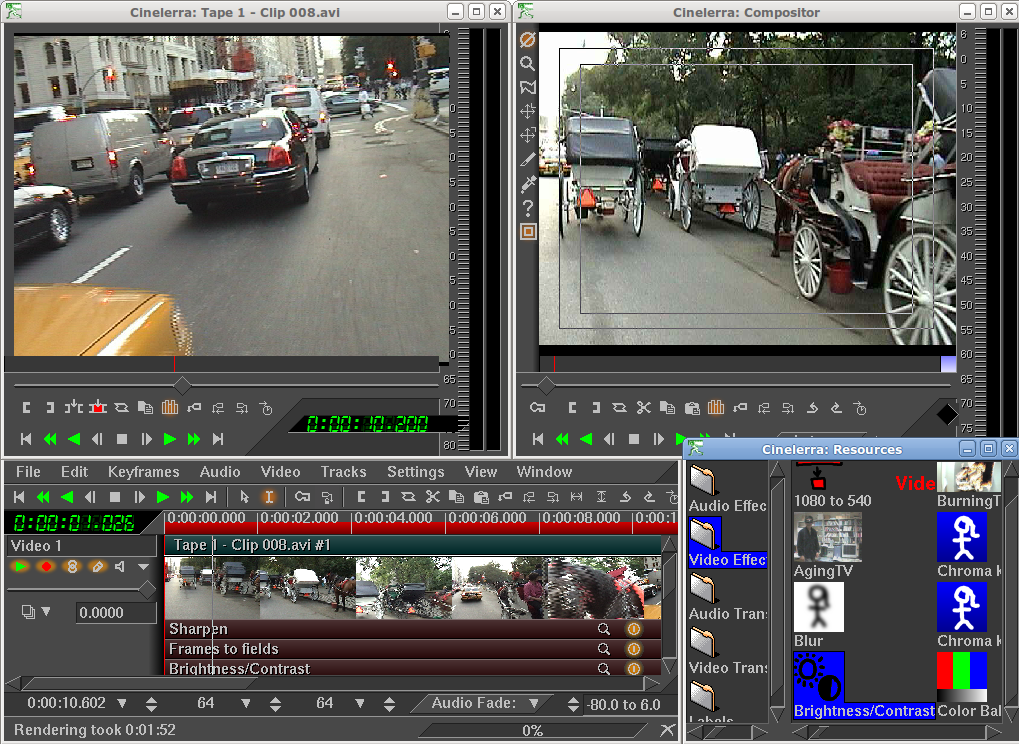
A Cinelerra 2.1-et egy videoprojektben használt felvételek szerkesztésére használják

A Cinelerra egy Linuxra tervezett videószerkesztő és -kompozíciós program (NLE, Non-Linear Editor). Szabad szoftver, amelyet a nyílt forráskódú GNU General Public License alatt terjesztenek. A szerkesztésen kívül támogatja a fejlett kompozíciós műveleteket, mint például a billentyűzés és a mattítás, beleértve a címgenerátort, számos effektet a videó és hang szerkesztéséhez, a kulcskocka automatizálást és sok más professzionális funkciót a változattól függően. A hangot 64 lebegőpontos formában dolgozza fel. A videót RGBA vagy YUVA színterekben, 16 bites egész- vagy lebegőpontos formában dolgozza fel. Felbontás- és képfrissítési sebességtől független, azaz bármilyen sebességű és méretű videót támogat; ez a HV változatra vonatkozik, a GG változat akár 8K videót is támogat. A GG változat DVD-k és Blu-ray lemezek készítésére is alkalmas.

## História
1996-ban Adam Williams, a Heroine Virtual, a Cinelerra vezető fejlesztője, kiadta a Broadcast 1.0 nevű Unix audioszerkesztőt, amely képes volt kezelni a 2G-s hangfájlokat. 1997-ben megjelent a Broadcast 2.0, amely még mindig csak audió, de korlátlan számú sávot tartalmazott. 1999-ben megjelent a Broadcast2000, amely már videót is tartalmazott. A felhasználói felület korlátai miatt Williams jelentős részeket átírt, és 2002. augusztus 12-én Cinelerra néven adta ki, míg a Broadcast2000-et a Heroine Virtual 2001 szeptemberében visszavonta. A Cinelerra lett az első 64 bites médiakészítő alkalmazás, amikor 2003 júniusában átírták, hogy működjön az AMD Opteron processzorral, és a SIGGRAPH 2004-ben San Diegóban mutatták be. Azóta számos verzió jelent meg. Az eredeti változatot még mindig Adam Williams készíti. A nyílt forráskódú közösség több spin-off-ot is készített, a Cinelerra-GG és a Cinelerra-CVE (a Cinelerra-CV egy forkja) jelenleg aktív fejlesztés alatt áll. A verziók teljes áttekintését lásd az alábbi Variánsok szakaszban. Annak ellenére, hogy a különböző változatok ugyanúgy néznek ki, jelentős funkcionális különbségek vannak közöttük. 
Egy áttekintés a különböző változatokról, amelyek egynél több verziót adtak ki:
| Cinelerra várians | Utolsó kiadás dátuma és verziója | Első megjelenési dátum és verzió | Platformok (kész program)                  | Új megjelenések | A felhasználói felület támogatott nyelvei |
| ----------------- | -------------------------------- | -------------------------------- | ------------------------------------------ | --------------- | ----------------------------------------- |
| GG Infinity       | 2021-12-31, 2021-12              | 2016-03-31, 5.1                  | Linux AppImage                             | Havi            | DE, EN, FR, RU, ES, HU                    |
| HV                | 2024-05-17, 9                    | 2002-08-12, 1.0.0                | Ubuntu                                     | Évente          | DE, ES, EU, FR, IT, NB, PT_BR, SL         |
| CV                | 2015-08-13, 2.3                  | 2003-04-29, 1.1.5                | [A régebbi Linux disztribúciók tárolóiban] | Fagyasztott     | DE, ES, EU, FR, IT, NB, PT_BR, RU, SL     |

## Interfész
A Cinelerra kezelőfelülete hasonló más NLE-kézet (Nemlineáris szerkesztő rendszerekéhez), mint például az Adobe Premiere Pro, Final Cut Pro és Avid Media Composer.  Mivel azonban kompozitáló motort is tartalmaz, olyan kompozitáló szoftverekhez is hasonlítható, mint az Adobe After Effects, a Smoke Linuxon vagy a Shake.  A felhasználónak alapértelmezés szerint négy ablak jelenik meg (a jobb felső képen balról lentről az óramutató járásával megegyező irányban):
1. Az idővonal, amely a felhasználónak időalapú nézetet ad a projektben lévő összes videó- és hangsávról, valamint a "keyframe" adatokról, például a kameramozgásról, az effektekről vagy az átlátszatlanságról;
2. a viewer, amely a felhasználó számára egy módszert biztosít a felvételek "súrolására" (a lejátszófej kézi mozgatása előre vagy hátra egy adott jel, vagy szó megtalálása érdekében);
3. a compositor, amely a felhasználó számára a végleges projektet úgy mutatja be, ahogyan az renderelve kinézne. A kompozitor interaktív, mivel lehetővé teszi a felhasználó számára a videóobjektumok pozíciójának beállítását; a felhasználó által megadott adatokra reagálva is frissül.
4. az "erőforrás ablak", amely a felhasználó számára a projektben lévő összes hang- és videó erőforrást, valamint a rendelkezésre álló hang- és videoeffekteket és átmeneteket mutatja be.

A Cinelerra saját widget eszköztárát, a Guicast (a Cinelerra GUI könyvtárat) használja, amely nem felel meg a főbb Linux asztali rendszerek, mint a GNOME és a KDE "Human Interface Guidelines" előírásainak. Ennek az az előnye, hogy ugyanúgy néz ki és ugyanúgy működik, függetlenül attól, hogy milyen disztribúciót vagy asztalt használunk, és megszünteti a függőséget az asztal változó verziójától (például GNOME 2 / GNOME 3.

## Alkalmazási terület
A Cinelerra a professzionális linuxos videoprodukciók környezetében készült, de korlátozás nélkül használható magán- vagy otthoni videoszerkesztésre is.

## Díjak
A Cinelerra a National Association of Broadcasters 2004-es Electronic Media Expo-ján mutatkozott be. Ebből az alkalomból a szoftver elnyerte a Bob Turner's Making THE CUT Award díjat a (mára már megszűnt) online magazin The Cut által, más videoszerkesztő programok között. A díjat a kiállításon bemutatott legjobb és legelképesztőbb utómunka programok kapták.
Egy 2017. szeptemberi videoszerkesztői értékelőlap kilenc nem lineáris videoszerkesztő programot hasonlít össze, köztük a Cinelerra-GG-t.
2018 decemberében a Libre Graphics World a Cinelerra-t is felvette a Linuxra készült videoszerkesztő programok fenntarthatóságának összehasonlításába.

## Cinelerra.org
A cinelerra.org weboldalt eredetileg Richard Baverstock, a Cinelerra CV közösség egyik tagja regisztrálta 2004. január 10-én. 2014 januárjában a Cinelerra CV közösség elnézte a cinelerra.org megújítását.[7] A cinelerra.org megújítását a Cinelerra CV közösség 2014 januárjában fejezte be. A tartományt ezután egy másik projekt vette át, amelyet Michael Collins, a Cinelerra egyik alapítója, a filmiparban jártas informatikus vezetett.
Ez a projekt kereskedelmi érdekeket követett, és célja az volt, hogy szakmai támogatást nyújtson a felhasználóknak. Úgy szervezték meg, hogy az összes létező Cinelerra-projektet egyesítse, miközben további javításokat és fejlesztéseket is biztosít.
2015-ben megjelent a Cinelerra 5.0-ás, stúdió-orientált verziója.
A Cinelerra.org támogatja a Cinelerra-HV-vel kapcsolatos munkát. A weboldal a letöltési szakaszban mind a HV, mind a GG változatra utal.

## Változatok

### Cinelerra-HV
A Heroine Virtual körülbelül évente adja ki a Cinelerra új verzióját, amely csak forráskódként és Ubuntu futtatható változatban érhető el. A nyílt forráskódú közösség által felfedezett és megoldott, a Heroine Virtual felé kommunikált hibák és használati problémák ritkán vezetnek azonnali reakcióhoz. Csak egy új verzió megjelenésekor jelenik meg a "changelog". Bár nyílt forráskódú, az egyes kiadások forráskódja csak teljes letöltés formájában érhető el. A forrásfájlokhoz időközben nem lehet hozzáférni. A Cinelerra-HV egyedüli fejlesztője Adam Williams.
A szoftver különböző változatainak megkülönböztetése érdekében a Heroine Virtual változatait Cinelerra-HV-nek is nevezik.

### Cinelerra-CV / Cinelerra-CVE
Az eredeti Cinelerra fejlesztési ideje és disztribúció-specifikus jellege miatt a szoftverfejlesztők egy csoportja létrehozta a Cinelerra saját változatát, a Cinelerra-CV-t (ahol a CV a közösségi verzió rövidítése).
A Cinelerra 2.1-ig a Cinelerra-CV verziókezelése a Heroine Virtual verziókezelési rendszerét követte. A Heroine Virtual kiadása után a Cinelerra-CV megvizsgálta az új verzió által bevezetett változásokat, és beolvasztotta azokat a saját verziójába. A verziószám végére CV került a közösségi verzió megjelölésére. Például a HV2.1 kódegyesítés után a CV verzió a 2.1CV feliratot kapta. A 2.2-es kiadástól kezdve a Cinelerra-CV saját verziós sémát használ, de továbbra is egyesíti a Cinelerra-HV kódját.
2019. június 26. után a hivatalos Cinelerra-CV weboldalakat lekapcsolták, és az URL-t átirányították a Cinelerra-GG weboldalára. Az akkori CV forráskódja azonban elérhető , az utolsó forráskód frissítés 2018-ból származik. A 2014-es levelezőlistát archiválták. A 2005 januárjától aktív Cinelerra levelezési lista (most GG-orientált) megtalálható a usenet hírcsoport gmane.org.video.cinelerra-cv.general.
A Cinelerra-CV CVS-ben a kódváltozások egyesítésével kapcsolatos problémák miatt Einar Rünkaru 2010-ben létrehozta saját spin-offját, a Cinelerra-CVE-t. A tárolója a GitHub-on található. , és rendszeresen frissíti.

### Lumiera
2008. április elején a Cinelerra közösség bejelentette az akkori közösségi verzió teljes átírását Lumiera néven. A Cinelerra3 nevű kódbázis átírásaként született, de hamarosan önálló, saját nevet viselő projektre vált szét. 2020 januárjától nincs használható alkalmazás. A projekt továbbra is a fejlesztés pre-alfa állapotában van, és csak éves előrehaladási jelentés készül. A 2016. márciusi előzetes verzió elérhető a Debianhoz (a Jessie verzió) és a Minthez (Rafaela).

### Cinelerra-GG
A Cinelerra-GG, a William Morrow és Phyllis Smith által készített Cinelerra különálló változata, a Cinelerra-HV és a Cinelerra-CV kombinált kódjával indult, de gyorsan fejlődött. A fejlesztés először a Cinelerra.org oldalon belül történt (Cinelerra 4.6-mod, Cinelerra 5.0), majd a Cinelerra-cv.org oldalon belül (Cinelerra 5.0, Cinelerra 5.1, Cinelerra GG 5.1), 2018 decembere óta pedig saját oldalon, a cinelerra-gg.org-on, Cinelerra-GG Infinity néven. William 2020 novembere óta nincs velünk, amikor egy kerékpáros balesetben elhunyt, de Phyllis továbbra is dolgozik a Cinelerra-GG-n. Egy új fejlesztő most gyakori frissítéseket biztosít.
Fontos szempont, hogy a Cinelerra-GG csökkenti a rendszerkönyvtáraktól való függőséget azáltal, hogy ahol ez praktikus, maga a program tartalmazza őket, mint például az ffmpeg és az OpenEXR. Ez kiszámíthatóbbá teszi a platformot a különböző platformokon, és lehetővé teszi a platformon elérhetőnél újabb verziók használatát is.
A Cinelerra-GG célja, hogy a lehető legközelebb álljon ahhoz, amit a Linux platformra szánt professzionális videoszerkesztő szoftvertől elvárhatunk.
Számos funkcióval rendelkezik, beleértve az ffmpeg legújabb verzióinak használatát, kiterjedt színkorrekciós képességeket, Ultra HD akár 8K-ig, több mint 400 video- és audioeffektust, két interfészt audio plug-inekhez (LADSPA és LV2, mint a Calf Studio Gear), több denoiser és mozgásstabilizátor, többkamerás szerkesztés, proxyk használata a számítógép munkaterhelésének csökkentésére, intelligens mappák médiaszűrése, 10 bites színtér (10bit + H.265). speciális verziót igényel), speciális vágás, a források élő előnézete, megosztott sávok, csoportos szerkesztés, vízszintes és/vagy függőleges idővonal felosztás, előre beállított renderelési lehetőségek a YouTube számára, valamint a munkaterület elrendezés mentésének lehetősége. Több mint 400 videó/kép formátumot támogat dekódoláshoz és több mint 140-et kódoláshoz, beleértve az Apple ProRes, AV1 és WEBP formátumokat. Van egy "Sketcher" plug-in a szabadkézi rajzoláshoz, támogatja a HD Blu-ray és DVD készítést, és néhány OpenCV plug-int, például a FindObj-t. Lehetővé teszi a klipek egymásba ágyazását, és a klipek megosztását a projektek között ("file-by-reference").
Támogatja a ShuttlePRO V.2 és a Contour Design ShuttleXpress kocogókereket, a több monitort, a HiDPI-t és a VAAPI/VDPAU/CUDA hardveres dekódolást/dekódolást.
A többi Cinelerra verzióhoz hasonlóan (a Lumiera kivételével) a Cinelerra-GG is saját GUI-t használ. A felhasználói igényeknek megfelelően 11 GUI-témával rendelkezik.
A GG verzió aktív fejlesztés alatt áll, rendszeres kiadásokkal. AppImage for Linux néven kerül közzétételre. A forráskód havonta letölthető (kézi) letöltésként vagy a gitről.
2021 előtt 8 különböző Linux disztribúcióhoz (Ubuntu, Debian, Arch, OpenSuse, Slackware, Fedora, Centos, Mint, OpenSuse, Slackware, Fedora, Centos, Mint) előre csomagolt többfelhasználós programként jelent meg. Amikor a megfelelő tárolót hozzáadtak egy disztribúció frissítéskezelőjéhez, a havi frissítések automatikusan megjelentek. Ezen kívül ehhez a  8 Linux-disztribúcióhoz, valamint a FreeBSD-hez és a Gentoo-hoz is vannak egyfelhasználós buildek. Minden build 64 bites változatban érhető el, a Debian 9, Slackware és Ubuntu 14 esetében 32 bites, egyfelhasználós buildek is rendelkezésre állnak.  A 2020-01-es kiadással egy korlátozott funkcionalitású Windows-verzió is megjelent; a részleteket lásd a kézikönyv 1. fejezetében.
A GG verzió havi kiadásain kívül két, multimédiára szánt Linux változatban is elérhető: AVLinux és Bodhi Linux Media. A DeLinuxGo és a könnyű Elive is tartalmazza, amelynek 32 bites változata régebbi számítógépeken is használható.
A Cinelerra-GG három platformon keresztül kommunikál a felhasználókkal és a fejlesztőkkel: a fórumon (felhasználó-orientált), a hibakövetésen (funkciókérések, hibák, ütemterv) és a levelezőlistán (fejlesztői megbeszélések) keresztül. Minden egyes havi kiadás jelentős számú változtatást tartalmaz az ezeken a platformokon folytatott megbeszélések és információcsere eredményeként.
A Cinelerra-GG rendelkezik egy nagyon átfogó, aktívan karbantartott angol nyelvű kézikönyvvel PDF és HTML formátumban, amely a Cinelerra-GG-n belül is elérhető. A kézikönyv mind a kezdők (pl. a Gyorstalpaló rész), mind a profik számára hasznos. Van egy YouTube-csatorna is oktatóanyagokkal.
A GG és a HV és CV változatok közötti különbségek a  oldalon olvashatók. Van egy (többnyire angol nyelvű) YouTube-csatorna oktatóanyagokkal.

## Verziótörténet
Az eredeti alkotó Heroine Virtual eseményeit HV-vel, a "közösségi változat" eseményeit CV-vel, a GG Infinity változat eseményeit pedig GG-vel jelöltük. 
| Variáns  | Verzió  | Megjelenési dátum | Változások |
| -------- | ------- | ----------------- | --- |
|          |         | 2000-06-15        | A Cinelerra projekt megalapítása. Miután Adam Williams és Michael Collins számos beszélgetést folytatott a Linuxon futó nem lineáris szerkesztés irányáról, Williams bemutatta a Cinelerra nevet és koncepciót Michael Collins üzleti partnerének a kaliforniai Sunnyvale-ben. |
| HV       | Beta 1  | 2002-06-10        | A HV SourceForge biztonsági másolatai 2001-09-09 óta gyakori aktivitást mutatnak, egészen az 1.1.0 kiadásig. |
| HV       | Beta 2  | 2002-07-12        | |
| HV       | 1.0.0   | 2002-08-12        | Első kiadás. |
| HV       | 110802  | 2002-11-08        | Ez a kiadás még mindig az 1.1.0-ás verzióval azonosította magát, de jelentős változásokat tartalmazott a 2002-08-12-es kiadáshoz képest, például LADSPA-támogatást és címváltozásokat. Mivel a 2002-08-12-es kiadás óta 3 különálló megjegyzésblokk van a változásnaplóban, ez inkább az 1.1.3-as verziónak felel meg. |
| HV       | 1.1.5   | 2003-02-11        | A változtatási naplóból a forráskódban (lefordítva, kiválasztás): ¨Adaptív deinterlace, megfelelő 16 bites alpha blending, több ffmpeg/MPEG-4 opció¨ |
| CV       | 1.1.5   | 2003-04-29        | HV kód "forkolt" egy közösségi Cvs-verzióba. |
| HV       | 1.1.6   | 2003-05-12        | A változtatási naplóból a forráskódban (lefordítva, kiválasztás): "A csend beillesztése és a vágólapok eltolódása megfelelően befolyásolja a kulcskockákat, a titler javítása, az IEEE1394 javítása, sáv hozzáadása bárhol az idővonalon, automatikus idővonal görgetés a kurzor húzásakor." |
| HV       | 1.1.7   | 2003-08-11        | A változtatási naplóból a forráskódban (lefordítva, kiválasztás): "FFT helyett az átfedő ablakokon alapuló időnyújtás, ffmpeg dekóder használata az MPEG-4-hez, az állóképek megduplázása, dvgrab és lavtools AVI fájlok importálása. Alkalmazások 64 bites X86 CPU-hoz." |
| CV       | 1.1.7   | 2003-10-05        | Egyesítés a közösségi CVS verzióval. |
| HV       | 1.1.8   | 2003-11-11        | A változtatási naplóból a forráskódban (lefordítva, kiválasztás): "Fájldobozok rendezése, track nudge, több tooltip, patternless Inverse Telecine, oversampling fejlesztések." |
| HV       | 1.1.9   | 2004-02-11        | A Heroine Virtual weboldalának NEWS rovatából (lefordítva): ¨Ez mérföldkőnek számít, mivel valószínűleg ez az első alkalom, hogy több kódot küldtek be a közösségből, mint a belső fejlesztők.¨ |
| CV       | 1.1.9   | 2004-02-17        | Egyesítés a közösségi CVS verzióval. |
| HV       | 1.2.0   | 2004-05-11        | A Heroine Virtual weboldalának NEWS rovatából (lefordítva): "A Cinelerra rengeteg apró változtatást tartalmaz. A Quicktime végre dekódolja a Sorenson és a tömörített fejléceket." |
| HV       | 1.2.1   | 2004-08-12        | A Heroine Virtual weboldalának NEWS rovatából (lefordítva): "Quicktime 2.0.4 frissítve. Lépjen be a lebegőpontos képalkotás világába ebben a kiadásban. Ez nem csak egy pontosabb színtér, hanem a színekről való gondolkodás teljesen új módja. Végre a Cinelerra hivatalosan is stabilabb 64 bites üzemmódban, mint 32 bitesben." |
| CV       | 1.2.1   | 2004-08-16        | Egyesítés a közösségi CVS verzióval. Speciális fejlesztésekkel bővült ez a verzió, pl. H264 Kod. Cineon, amit a NAB-on használtak Fedora 1,2 és BSD 5 alatt, ez képes kezelni a 4k filmet 4096x4096, ha a grafikus kártya megengedi. Gyors képkocka sebesség több mint 210 képkocka/másodperc 720x480 29.97, miközben élő HD videót hoz be az idővonalban egy videokamerából. video4linux driver Zoran chip. |
| HV       | 1.2.2   | 2005-01-10        | A forrásban lévő változásnaplóból (lefordítva, kiválasztás): (kiválasztás): "Treshold effekt, unsharp mask effekt, gömb gradiens, mozgás- és forgáskövetés, szürkeárnyalatos TIFF betöltés, quicktime RGBA8888 olvasás és írás." |
| CV       | 1.2.2   | 2005-01-18        | Egyesítés a közösségi CVS verzióval. |
| CV       | 2.0     | 2005-09-29        | Egyesítés a közösségi SVN verzióval. |
| HV       | 2.0     | 2005-10-04        | A Heroine Virtual weboldalának NEWS rovatából (lefordítva): "H.264 kódolás és MPEG-4 hangkódolás. MPEG videó közvetlen importálása.¨ |
| HV       | 2.1     | 2006-07-02        | A forrásban lévő változásnaplóból (lefordítva, kiválasztás): "Többszörös hangfeldolgozási fejlesztések, compositor fejlesztések, korlátozott DVD felirat támogatás, OpenGL támogatás a kompozitáláshoz és számos effekthez, mozgáskövetési fejlesztések." |
| CV       | 2.1     | 2006-09-07        | Egyesítés a közösségi SVN verzióval. (A Git első használata és egy többszemélyes egyesítés) |
| HV       | 4.0     | 2008-08-11        | A 2.0-s verziók óta a 10 bites (a Cinepaint számára hasznos) és 16 bites RGB(A),YUV(A)-t eltávolították, és helyette az RGB YUV Float váltotta fel. |
| HV       | 4.1     | 2009-09-25        | A Heroine Virtual weboldalának NEWS rovatából (lefordítva): "Fő jellemzője az egymásba ágyazott szekvenciák. A Viewer ablak nem jeleníti meg a videoklipeket, a következő verzióban egy másik funkció rovására javított hiba eltávolítva." |
| HV       | 4.2     | 2010-10-17        | A Heroine Virtual weboldalának NEWS rovatából (lefordítva) : "Főleg egy hibajavítás és személyes szükséglet kiadás. `Edit->Align edits` funkció, amely az összes hangszerkesztést a videóhoz igazítja. Kulcskocka átívelő funkció, ahol egy régió kiemelése bekapcsolt kulcskocka generálással azt eredményezi, hogy az effektek átívelnek az összes kulcskockán. Minden eszköz mostantól alfolyamatokban nyílik meg, így nem hozza le az egész programot, ha összeomlik. Nem lehet többé drag and drop szerkesztési klipeket húzni, a funkciót itt és a következő verziókban eltávolították." |
| CV       | 2.1.5   | 2010-11-21        | A Cinelerra-CV weboldalának HÍREK rovatából (lefordítva): "Megjelent a CinelerraCV 2.1.5, SOWT audió támogatással, egyéb fejlesztésekkel és hibajavításokkal. További részletekért lásd a kiadás bejelentését." |
| HV       | 4.3     | 2011-08-06        | A Heroine Virtual weboldalának NEWS rovatából (lefordítva): "Szövegből filmre". Lehetővé teszi, hogy egy forgatókönyvből azonnali filmet készítsünk élő frissítéssel és kereséssel. |
| CV       | 2.2     | 2011-11-13        | A Heroine Virtual weboldalának NEWS rovatából (lefordítva): "Tartalmazza Hermann Vosseler Bezier Patch-jét (bezier automatizálás a Cinelerra-CV fades, kamera és projektor számára), javított alapértelmezett beállításokat, kiterjesztett hangtartományt, többsoros címke és klipek megjegyzéseinek támogatását, OpenGL automatikus felismerését a konfigurációban, v4l2 felismerését." |
| HV       | 4.4     | 2012-09-07        | A Heroine Virtual weboldalának NEWS rovatából (lefordítva): "Gyorsabb indítás és érzékenység, audio oszcilloszkóp, új világos téma, valamint 3 irányú színkorrekció." |
| HV       | 4.5     | 2013-10-25        | A Heroine Virtual weboldalának NEWS rovatából (lefordítva): "Sebességgörbék elsősorban a videó és a csökkentett minőségű hang esetében. Némi ellenőrzés arra vonatkozóan, hogy az automatizálás követi-e a szerkesztéseket. Lehetőség a kulcskockák átvitelére a hang- és a videó sávok között. A mozgás ideiglenes képkockái a /tmp/m és /tmp/r fájlokban tárolódnak. A Time Avg törli az akkumulátort a kulcskockáknál." |
| HV       | 4.6     | 2014-09-10        | A Heroine Virtual weboldalának NEWS rovatából (lefordítva): "Osztott ablaktábla-szerkesztés. OpenGL támogatott Intel HD-n. Titler fejlesztések. Hibajavítások." |
| org      | 5.0     | 2015-07-04        | A Cinelerra.org kiadja a Cinelerra 5.0 nevű, stúdióközpontú változatát. A Cinelerra mostantól teljes mértékben integrálódik az FFMPEG-be, és számos 4K és 2K tömörítetlen moziszabványt támogat olyan kameragyártóktól, mint az AJA, a Blackmagic Design és a Red. |
| CV       | 2.3     | 2015-08-13        | A Cinelerra-CV weboldalának HÍREK rovatából (lefordítva): "Teljes UTF-8 támogatás; teljesen új overlay motor és resampler; új grafika: About panel, néhány ikon; új pluginek: GreyCStoration, C41, Bluebanana, color3way, findobject, lens; néhány fordítás frissült (német, olasz, francia, norvég, portugál, német, olasz); sok apró hibajavítás; változások a build rendszerben" |
| HV       | 4.6.1   | 2015-11-09        | A Heroine Virtual weboldalának NEWS rovatából (lefordítva): "Frissítettük az x264 kompresszor könyvtárat. Javított az mp3 dekódoláson. A videó skálázása mostantól vagy a legközelebbi szomszéd vagy bikubikus, de soha nem lineáris. A proxy szerkesztés még azelőtt kezdődött, hogy felfedezték volna, hogy a modern PC-k könnyen dekódolják a 4k-t." |
| 5.1 (GG) | 5.1     | 2016-03-31        | A HV, CV és .org verzióktól különálló ág első havi kiadása, először Cinelerra 5.1 néven, de 2018 szeptemberétől Cinelerra-GG Infinity néven. |
| HV       | 6.0     | 2016-11-17.       | A Heroine Virtual weboldalának NEWS rovatából (lefordítva): "Frissítettük a h264 dekódolást. Az eszközablakban már nincsenek pikónok. A mozgáskövetés jelentős optimalizálásokat kapott. Az átmintavételi effektek új felületeket kaptak. A Titler képes betölteni a feliratfájlokat." |
| HV       | 7.0     | 2017-10-13        | A Heroine Virtual weboldalának NEWS rovatából (lefordítva): "Nagy formátumú videók optimalizált lejátszása. H.265 dekódolás. Optimalizált képernyőfelvétel. Szférikus kamerakeverés. A szemcseppentő megmutathatja a maximális értéket. A CR2 képek interpolálása mindig fehéregyensúlyt állít be." |
| GG       | 2018-09 | 2018-09-30        | A Cinelerra-GG Infinity verziójának első havi kiadása, ez egy gördülő kiadás. Lásd a kiadási jegyzeteket amelyek 2016 közepe óta havi kiadásokat fednek le, kezdetben nem a GG név alatt, hanem 5.1-es verzió néven. |
| HV       | 7.1     | 2019-01-23        | A Heroine Virtual weboldalának NEWS rovatából (lefordítva): "H.265 videó exportálása Quicktime-ban. MKV/WEBM fájlok keresése. További hibák javítása." |
| GG       | 2019-01 | 2019-01-31        | A Cinelerra-GG Infinity 5. havi kiadása támogatja a Contour Design ShuttlePRO V.2 és ShuttleXpress kocogókerekeit. |
| GG       | 2019-04 | 2019-04-30        | A Cinelerra-GG Infinity 8. havi kiadása lehetővé teszi a GPU-gyorsított dekódolást egyes videóformátumok esetében. |
| GG       | 2019-05 | 2019-05-31        | A Cinelerra-GG Infinity 9. havi kiadása egyes videóformátumokhoz GPU-gyorsított kódolással egészül ki. |
| GG       | 2019-07 | 2019-07-31        | A Cinelerra-GG Infinity 11. havi kiadása jelentős fejlesztéseket tartalmaz a maszkolás terén. |
| HV       | 7.2     | 2019-10-11        | A Heroine Virtual weboldalának NEWS rovatából (lefordítva): "Egy audio frissítés. Új flanger, chorus, tremolo és többsávos kompresszor. A Reverb kapott egy teljes sávszűrőt. A kompresszor VU-mérőket és rácsos rögzítést kapott. Pulseaudio támogatás. Mintapontos kulcskockák audio pluginekhez. Jobb szinkronizáció az audio pluginek és a lejátszófej között. Jobb klikk a szerkesztésre, hogy megjelenjen egy információs doboz. A mindig jelenlévő hibajavítások." |
| GG       | 2019-10 | 2019-10-31        | A Cinelerra-GG Infinity 14. havi kiadása hozzáadja a HiDPI monitorok méretezését és felgyorsítja az AV1 dekódolást. |
| GG       | 2020-01 | 2020-01-31        | A Cinelerra-GG Infinity 17. havi kiadása az OpenSuse Tumbleweedet támogatja, a Gentoo pedig az egyfelhasználós platformot. Ezen kívül egy korlátozott Windows verzió is elérhető. |
| GG       | 2020-07 | 2020-07-31        | A Cinelerra-GG Infinity 23. havi kiadása kiegészül a videó igazításával időkódok használatával, két további feliratformátummal, valamint automatikus forgatással a forgatási metaadatokkal rendelkező videókhoz. |
| GG       | 2021-02 | 2021-02-28        | A Cinelerra-GG Infinity 27. kiadása. A kiadás formátuma a disztró-specifikus csomagolásról AppImage-re változott. Egyéb változások: az automatikus mentés biztonsági mentések opcionális funkciója mostantól a Beállítások beállításai a Megjelenés alatt; további FFmpeg video/audio renderelési formátumok elérhetőek, mint például a DNXHR változatok; képarány és interlace javítások; a Batch Render menüben mostantól van egy rejtett funkció a hibák elkerülésére, amely be/ki kapcsolható; az Openjpeg frissült 2.3.1-ről 2.4.0-ra.                                                    |
| HV       | 7.3     | 2021-03-04        | A Heroine Virtual weboldalának NEWS rovatából (lefordítva): "Hibajavítások 4K monitoron történő futtatáshoz. Páratlan képkockaméretek támogatása OpenGL-ben. CR3 fájlformátum. Automatikus hisztogram érték." |
| GG       | 2021-05 | 2021-05-31        | A Cinelerra-GG Infinity 29. kiadása. Hozzáadja a kontextusfüggő segítséget az alt-h segítségével. |
| GG       | 2021-07 | 2021-07-31        | A Cinelerra-GG Infinity 31. kiadása. Frissítések az x264, x265 és AV1 kodekekhez, H.265 10 és 12 bites támogatás frissítve és kombinálva 8 bittel, javítások az EDL exportban, PAL/NTSC színtér felosztás. |
| GG       | 2021-08 | 2021-08-31        | A Cinelerra-GG Infinity 32. kiadása. A beépített ffmpeg frissítve a 4.4-es verzióra, több mint 20 új audio/video effekt, konfigurálható gyors/lassú sebesség. |
| HV       | 7.4     | 2021-10-21        | A Heroine Virtual weboldalának NEWS rovatából (lefordítva): "Hibajavítások 4K monitoron történő futtatáshoz. Páratlan képkockaméretek támogatása OpenGL-ben. CR3 fájlformátum. Automatikus hisztogram érték." |
| GG       | 2021-10 | 2021-10-31        | A Cinelerra-GG Infinity 34. kiadása. További renderelési formátumok (Cineform, DPX, MXF), magyar mint GUI nyelv hozzáadása, címfakadás javítása, szükségtelen plugin felfedezés miatti lassú indítás javítása. |